# Gmina Swan Lake (hrabstwo Emmet)

Położenie Gminy Swan Lake w hrabstwie Emmet

Gmina Swan Lake (ang. Swan Lake Township) – gmina w USA, w stanie Iowa, w hrabstwie Emmet. Według danych z 2000 roku gmina miała 177 mieszkańców, a jej powierzchnia wynosi 94,42 km².